# Martin Steinmetz
Martin Steinmetz (ur. 1909, zm. ?) – zbrodniarz nazistowski, członek załogi niemieckiego obozu koncentracyjnego Mauthausen-Gusen i SS-Sturmmann.
Strażnik w obozie głównym Mauthausen między 12 stycznia 1944 a 10 kwietnia 1945. We wrześniu 1944 pełniąc służbę wartowniczą koło kamieniołomów zastrzelił wraz z innymi esesmanami sześciu lub siedmiu holenderskich spadochroniarzy, którzy przeskoczyli obozowe druty kolczaste.
Steinmetz został osądzony w procesie załogi Mauthausen-Gusen (US vs. Johann Haider i inni) przed amerykańskim Trybunałem Wojskowym w Dachau. Skazano go na 7 lat pozbawienie wolności. Wyrok zmniejszono po rewizji do 3 lat więzienia.